# Aegocera castaneimargo
Aegocera castaneimargo är en fjärilsart som beskrevs av Jordan 1913. Aegocera castaneimargo ingår i släktet Aegocera och familjen nattflyn. Inga underarter finns listade i Catalogue of Life.